# Drayton, North Dakota
Drayton är en ort i Pembina County i delstaten North Dakota, USA.